# Valença do Piauí
Valença do Piauí es un municipio brasileño del estado del Piauí.
La represa Mesa de Piedra, localizada en ese municipio, fue inaugurada en 2001 y tiene una capacidad de aproximadamente 56 millones de metros cúbicos de agua. 